# El Grèvol (Espinelves)
El Grèvol és una masia d'Espinelves (Osona) inclosa a l'Inventari del Patrimoni Arquitectònic de Catalunya.

## Descripció
Edifici civil. Masia de planta quadrada (11 x 11), coberta a doble vessant amb el carener perpendicular a la façana, situada a llevant. Consta de planta baixa i dos pisos. En estar assentada sobre el desnivell, la façana és graonada, a la part inferior hi ha dos portals a la planta i un petit cobert adossat, al primer pis hi ha un cobert de planta baixa i un pis adossat al llarg de la façana, i s'hi obren dues finestres al primer pis (la part Sud-oest està pràcticament enrunada). La façana oest està molt enrunada però encara es pot veure l'antic forn. El sector nord està adossat al terraplè, els murs són cecs i està molt embardissat. L'estat de conservació és dolent. A la part de llevant de la façana hi ha una cabana parcialment enrunada.

## Història
Masia situada prop del turó del Grèvol i o molt lluny de Collsesplanes, a una altitud aproximada d'uns 1000 m.
No es tenen dates constructives, però és possible que, com moltes de la zona, fos construïda entre els segles XVII i XVIII en el moment de màxima expansió del municipi. Degut als mals camins i a la crisi del sector agrícola, la casa es troba abandonada, encara que hi hagi intents d'haver-hi construït modernament unes quadres pel bestiar.